# Centulle VI de Béarn
Pour les articles homonymes, voir Centulle.
Centulle VI (tué en 1134) est le fils du vicomte de Béarn Gaston IV le Croisé et de Talèse d'Aragon. Il devient vicomte à la mort de son père en 1131, jusqu'à sa propre mort.
C'est sa mère Talèse d'Aragon qui assure la régence de la vicomté. Son précepteur est l'évêque de Lescar Guy de Lons.
En 1134, Centulle, à la tête de ses troupes, participe à la Reconquista en allant prêter main-forte au roi Alphonse Ier d'Aragon qui assiège la ville de Fraga. Le 17 juillet 1134, Centulle trouve la mort lors de la bataille de Fraga, où l'armée chrétienne est mise en déroute par les Almoravides. 
N'ayant pas de descendance, la vicomté passe à sa sœur aînée Guiscarde, veuve de Pierre Ier de Gabarret.